# انجمن سعادت

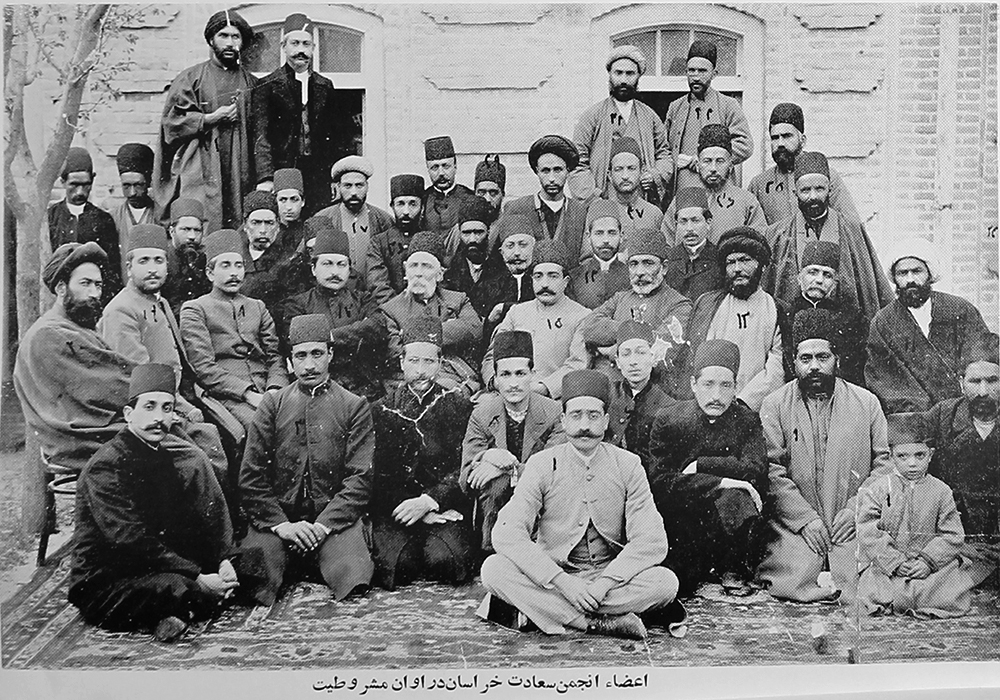
اعضای انجمن سعادت خراسان

انجمن سعادت یکی از نهادهای مشروطه‌خواه بود که پس از رویداد به‌توپ‌بستن مجلس، به دست گروهی از بازرگانان مشروطه‌خواه تبریزی در استانبول تاسیس شد. این انجمن، اخبار آذربایجان را به گوش روحانیان نجف و سایر نقاط دنیا می‌رساند و در جمع‌آوری کمک‌های مالی برای پشتیبانی مالی از مشروطه‌خواهان نقش مؤثری ایفا می‌کرد. بعضی از علمای نجف ضمن برقراری ارتباط با انجمن سعادت، به بازرگانان اجازه داده بودند که برای کمک به مجاهدان در محاصره تبریز، تحت عنوان اعانه، کمک مالی جمع کنند.
این انجمن در آغاز متشکل از ۳۰ نفر بود (ده نفر از تاجران و بیست نفر از اصناف) و هفته‌ای دو بار تشکیل جلسه می‌داد. به تدریج، گروهی از ایرانیان که بعد از به توپ بستن مجلس به تفلیس و باکو گریخته بودند و به دلیل سخت‌گیری حکومت روسیه تزاری قادر به فعالیت سیاسی نبودند، به استانبول رفتند و به این انجمن پیوستند.